# 塔馬拉卡內河
20°08′S 23°23′E / 20.133°S 23.383°E

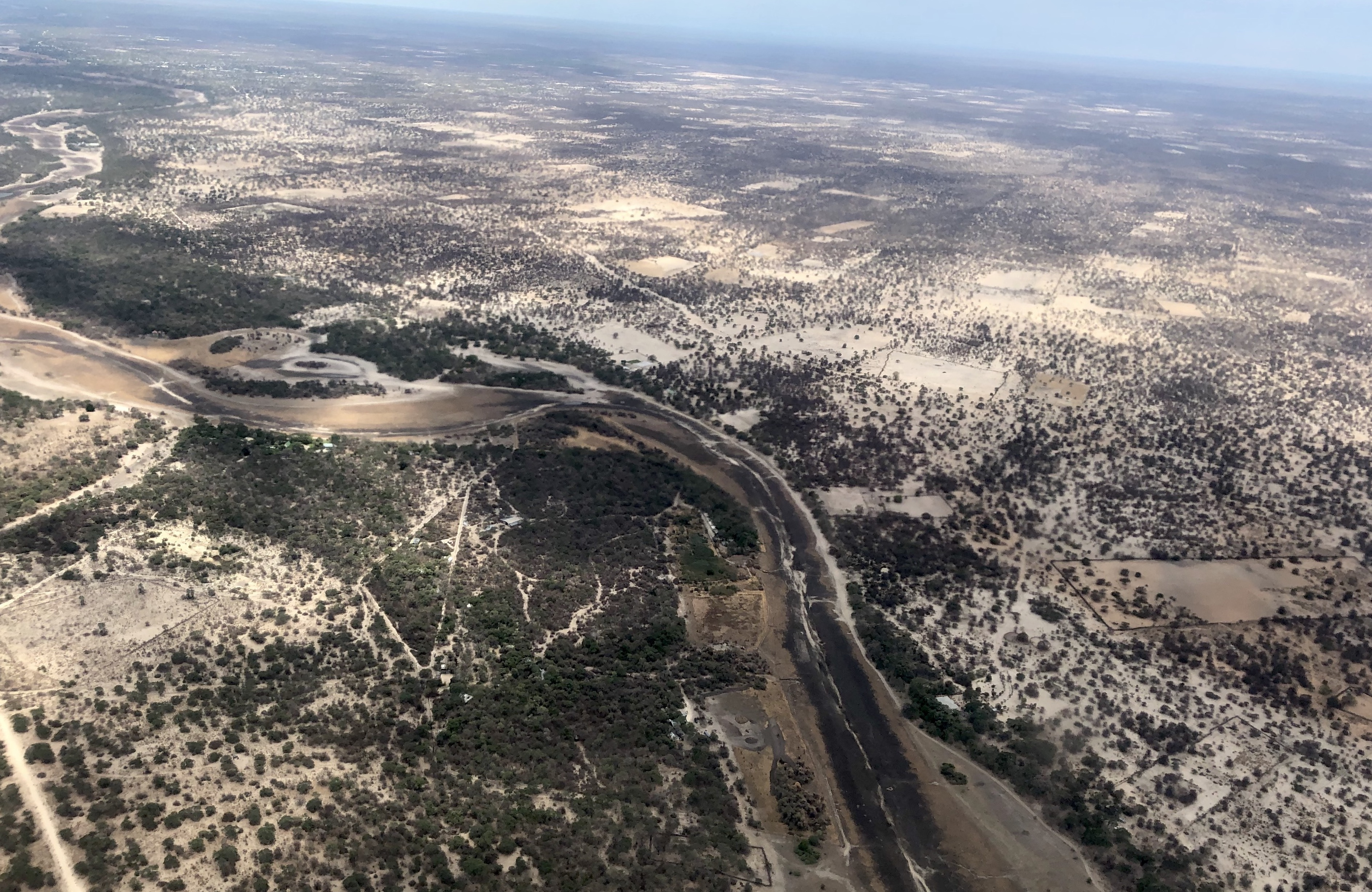

塔馬拉卡內河是博茨瓦納的河流，位於該國中部奧卡萬戈三角洲南端，該河流處於首都哈博羅內西北面600公里，河道全長1,700公里。